# Boston Common
Boston Common é uma sitcom americana de curta duração exibida originalmente pela NBC entre 1996 e 1997. O seriado foi estrelado por Anthony Clark, e se passava na cidade de Boston.

## Sinopse
Boyd Pritchett é um genial jovem de Virgínia, que vai até Boston para deixar sua irmã na universidade. Então, Boyd de repente se apaixona por Joy, e decide ficar na cidade, para desespero de Wyleen. Boyd eventualmente consegue um emprego na universidade e passa a dividir o apartamento com sua irmã.

## Elenco
- Anthony Clark	.... 	Boyd Pritchett
- Hedy Burress	 .... 	Wyleen Pritchett
- Tasha Smith	 .... 	Tasha King
- Steve Paymer	.... 	Leonard Prince
- Traylor Howard	.... 	Joy Byrnes
- Vincent Ventresca	.... 	Prof. Jack Reed

## Recepção
Boston Common foi um dos programas de maior audiência a serem cancelados em todos os tempos, conseguindo ficar em oitavo lugar no ranking geral da temporada 1996-97, e sendo visto por aproximadamente 14,96 milhões de pessoas por episódio.

## Episódios
Boston Common consistiu em 32 episódios, divididos em duas temporadas. A primeira, exibida entre 15 de Março e 8 de Setembro de 1996 teve 9 episódios. Enquanto a segunda foi ao ar entre 15 de Setembro de 1996 e 27 de Abril de 1997, e teve 23 episódios produzidos.